# Sunrise Lake
Sunrise Lake es un lugar designado por el censo ubicado en el condado de Pike en el estado estadounidense de Pensilvania. En el Censo de 2010 tenía una población de 1387 habitantes y una densidad poblacional de 272,39 personas por km².

## Geografía
Sunrise Lake se encuentra ubicado en las coordenadas 41°18′48″N 74°57′47″O / 41.31333, -74.96306. Según la Oficina del Censo de los Estados Unidos, Sunrise Lake tiene una superficie total de 5.09 km², de la cual 4.74 km² corresponden a tierra firme y (6.97%) 0.35 km² es agua.

## Demografía
Según el censo de 2010, había 1387 personas residiendo en Sunrise Lake. La densidad de población era de 272,39 hab./km². De los 1387 habitantes, Sunrise Lake estaba compuesto por el 92.72% blancos, el 2.96% eran afroamericanos, el 0.14% eran amerindios, el 0.5% eran asiáticos, el 0% eran isleños del Pacífico, el 0.72% eran de otras razas y el 2.96% pertenecían a dos o más razas. Del total de la población el 9.3% eran hispanos o latinos de cualquier raza.